# アフリカネイションズカップ2013予選
本項ではアフリカネイションズカップ2013の予選について述べる。

## 開催方式
今大会の予選は、ノックアウトトーナメントのみ（3段階、各対戦はホーム・アンド・アウェー）により行われる。これは、今大会よりアフリカネイションズカップを偶数年開催から奇数年開催に変更したため、前回（2012年）大会との間隔が狭くなったための措置である。
予選には46チーム（開催国の南アフリカ共和国を除いた数）が参加する。本大会は予選突破の15チームと開催国の南アフリカ共和国で競われる。予選の方式は以下の通り。
シード順
アフリカネイションズカップ2012本大会出場の16チームは最終予選までシードされる。それ以外の30チームは、ランキング（基準不明）下位の4チームは予備予選から、残る26チームは1次予選から参加する。
予備予選
4チームを2チームずつの2組に分け、ホーム・アンド・アウェーで対戦を行う。各勝者が1次予選に進出する。
1次予選
予備予選勝利の2チームと、2次予選から参加の26チーム、計28チームを2チームずつの14組に分け、ホーム・アンド・アウェーで対戦を行う。各勝者が最終予選に進出する。
2次予選 (最終予選)
1次予選勝利の14チームと、2次予選から参加の16チーム、計30チームを2チームずつの15組に分け、ホーム・アンド・アウェーで対戦を行う。各勝者が本大会出場権を得る。
予備予選および1次予選の組み合わせ抽選は、2011年10月28日に赤道ギニア・マラボでのCAF委員会にて行われた。

## 予備予選
第1試合は2012年1月6日 - 1月8日に、第2試合は2012年1月20日 - 1月22日に開催される予定であった が変更された。
| チーム #1            | 合計  | チーム #2    | 第1戦 | 第2戦 |
| -------------------- | ----- | ------------ | ----- | ----- |
| セーシェル           | w/o   | エスワティニ |       |       |
| サントメ・プリンシペ | 1 - 0 | レソト       | 1 - 0 | 0 - 0 |

※スワジランドは棄権した。
| 2012年1月15日 15:30 (UTC+0) |

| サントメ・プリンシペ | 1 - 0    | レソト |
| ジャイール 3分 (PK)  | レポート |        |

| エスタジオ・ナシオナル・ドーゼ・デ・ジューリョ（サントメ） 観客数: 800人 主審: セルジュ・フラヴィアン・スムー |

| 2012年1月22日 15:00 (UTC+2) |

| レソト | 0 - 0    | サントメ・プリンシペ |
|        | レポート |                      |

| セツォト・スタジアム（マセル） 観客数: 1,265人 主審: ベルナール・カミーユ |

## 1次予選
第1試合は2012年2月29日に、第2試合は2012年6月15日 - 6月17日、30日に実施された。
| チーム #1            | 合計             | チーム #2        | 第1戦 | 第2戦 |
| -------------------- | ---------------- | ---------------- | ----- | ----- |
| エチオピア           | 1 - 1 (a)        | ベナン           | 0 - 0 | 1 - 1 |
| ルワンダ             | 0 - 2            | ナイジェリア     | 0 - 0 | 0 - 2 |
| コンゴ共和国         | 3 - 5            | ウガンダ         | 3 - 1 | 0 - 4 |
| ブルンジ             | 2 - 2 (a)        | ジンバブエ       | 2 - 1 | 0 - 1 |
| ガンビア             | 2 - 6            | アルジェリア     | 1 - 2 | 1 - 4 |
| ケニア               | 2 - 2 (a)        | トーゴ           | 2 - 1 | 0 - 1 |
| サントメ・プリンシペ | 4 - 5            | シエラレオネ     | 2 - 1 | 2 - 4 |
| ギニアビサウ         | 0 - 2            | カメルーン       | 0 - 1 | 0 - 1 |
| チャド               | 3 - 4            | マラウイ         | 3 - 2 | 0 - 2 |
| セーシェル           | 0 - 7            | コンゴ民主共和国 | 0 - 4 | 0 - 3 |
| タンザニア           | 2 - 2 (PK 7 - 8) | モザンビーク     | 1 - 1 | 1 - 1 |
| 中央アフリカ         | 4 - 3            | エジプト         | 3 - 2 | 1 - 1 |
| マダガスカル         | 1 - 7            | カーボベルデ     | 0 - 4 | 1 - 3 |
| リベリア             | 1 - 0            | ナミビア         | 1 - 0 | 0 - 0 |

出典：
- 2012年2月29日の試合結果：“Latest results”.   アフリカサッカー連盟 (2012年2月29日). 2012年3月3日閲覧。

| 2012年2月29日 16:00 (UTC+3) |

| エチオピア | 0 - 0    | ベナン |
|            | レポート |        |

| アディスアベバ・スタジアム（アディスアベバ） 観客数: 4,700人 主審: シルヴェスター・キルワ |

| 2012年6月17日 16:00 (UTC+1) |

| ベナン    | 1 - 1    | エチオピア    |
| ポテ 20分 | レポート | アダネー 45分 |

| スタッド・ド・ラミティエ（コトヌー） 観客数: 7,100人 主審: バカリ・パパ・ガサマ |

| 2012年2月29日 15:30 (UTC+2) |

| ルワンダ | 0 - 0    | ナイジェリア |
|          | レポート |              |

| スタッド・レジョナル・ニャミランボ（キガリ） 観客数: 6,000人 主審: ダニエル・ベネット |

| 2012年6月16日 17:00 (UTC+1) |

| ナイジェリア             | 2 - 0    | ルワンダ |
| I.ウチェ 9分 · ムサ 56分 | レポート |          |

| U.J.エスエネ・スタジアム（カラバル） 観客数: 7,961人 主審: ヌマンディエ・ドゥエ |

| 2012年2月29日 15:30 (UTC+1) |

| コンゴ共和国                                | 3 - 1    | ウガンダ        |
| エングエシ 1分 · オニアンゲ 77分 (PK), 85分 | レポート | セッルマガ 29分 |

| スタッド・ミュニシパル（ポワントノワール） 観客数: 9,620人 主審: ネアン・アリウム |

| 2012年6月16日 16:00 (UTC+3) |

| ウガンダ                                                               | 4 - 0    | コンゴ共和国 |
| ムウェシグワ 33分 · ワルシンビ 51分 (PK) · マッサ 63分 · オクウィ 86分 | レポート |              |

| ネルソン・マンデラ国立競技場（カンパラ） 観客数: 31,900人 主審: ブシャイブ・アル＝アーラシュ |

| 2012年2月29日 15:30 (UTC+2) |

| ブルンジ                    | 2 - 1    | ジンバブエ  |
| マヴゴ 46分 · ナハヨ 90+5分 | レポート | ムソナ 60分 |

| スタッド・ドゥ・プランス・ルイ・ルワガソレ（ブジュンブラ） 観客数: 10,600人 主審: ハリド・アブデル・ラフマン |

| 2012年6月17日 15:00 (UTC+2) |

| ジンバブエ  | 1 - 0    | ブルンジ |
| ムソナ 36分 | レポート |          |

| ナショナル・スポーツ・スタジアム（ハラレ） 観客数: 13,100人 主審: エリック・オトゴ＝カスタン |

| 2012年2月29日 16:30 (UTC+0) |

| ガンビア      | 1 - 2    | アルジェリア                |
| セーサイ 27分 | レポート | ヤヒア 56分 · フェグリ 58分 |

| インディペンデンス・スタジアム（バカウ） 観客数: 5,240人 主審: コマン・クリバリ |

| 2012年6月15日 20:30 (UTC+1) |

| アルジェリア                                    | 4 - 1    | ガンビア      |
| カディル 1分 · スリマニ 6分, 52分 · スダニ 65分 | レポート | ガッサマ 15分 |

| スタッド・ムスタファ・チャケル（ブリダ） 観客数: 21,400人 主審: スリム・ジェジジ |

| 2012年2月29日 17:00 (UTC+3) |

| ケニア                    | 2 - 1    | トーゴ      |
| シツマ 24分 · ワンガ 66分 | レポート | ブカリ 42分 |

| ニャヨ国立競技場（ナイロビ） 観客数: 4,200人 主審: ラジンドラパーサド・シーチャーン |

| 2012年6月17日 15:30 (UTC+0) |

| トーゴ      | 1 - 0    | ケニア |
| ガクペ 59分 | レポート |        |

| スタッド・ド・ケゲ（ロメ） 観客数: 1,600人 主審: ネアン・アリウム |

| 2012年2月29日 15:00 (UTC+0) |

| サントメ・プリンシペ                 | 2 - 1    | シエラレオネ |
| ジャイール 69分 (PK) · ラセット 86分 | レポート | メド 55分    |

| エスタジオ・ナシオナル・ドーゼ・デ・ジューリョ（サントメ） 観客数: 1,100人 主審: アンソニー・ラムジー・ラファエル |

| 2012年6月16日 16:30 (UTC+0) |

| シエラレオネ                                | 4 - 2    | サントメ・プリンシペ     |
| K.カマラ 17分, 33分 · T.バングラ 21分, 40分 | レポート | ヌメス 2分 · ジョゼ 47分 |

| フリータウン・ナショナル・スタジアム（フリータウン） 観客数: 18,911人 主審: アリー・レムガイフリー |

| 2012年2月29日 16:30 (UTC+0) |

| ギニアビサウ | 0 - 1    | カメルーン                |
|              | レポート | シュポ＝モティング 90+1分 |

| エスタジオ・ヴィンチ・イ・クワトロ・デ・セテンブロ（ビサウ） 観客数: 2,545人 主審: バカリ・パパ・ガサマ |

| 2012年6月16日 15:30 (UTC+1) |

| カメルーン      | 1 - 0    | ギニアビサウ |
| ムカンジョ 81分 | レポート |              |

| スタッド・アマド・アイジョ（ヤウンデ） 観客数: 14,023人 主審: アブバカル・バングラ |

| 2012年2月29日 15:00 (UTC+1) |

| チャド                        | 3 - 2    | マラウイ            |
| ラボ 38分 · ジメ 45+3分, 53分 | レポート | ニョンド 42分, 67分 |

| スタッド・オムニスポール・イドリス・マハマト・ウヤ（ンジャメナ） 観客数: 14,920人 主審: ヌマンディエ・ドゥエ |

| 2012年6月16日 14:30 (UTC+2) |

| マラウイ                          | 2 - 0    | チャド |
| J.バンダ 31分 · カムウェンド 73分 | レポート |        |

| カムズ・スタジアム（ブランタイヤ） 観客数: 35,940人 主審: ハマダ・ナンピアンドラザ |

| 2012年2月29日 17:30 (UTC+4) |

| セーシェル | 0 - 4    | コンゴ民主共和国                                          |
|            | レポート | カルイトゥカ 11分, 47分 · エムプトゥ 28分 · バシレア 90分 |

| スタッド・リニテ（ヴィクトリア） 観客数: 760人 主審: アブバカル・バングラ |

| 2012年6月17日 15:30 (UTC+1) |

| コンゴ民主共和国                          | 3 - 0    | セーシェル |
| ムボカニ 38分 · ムペコ 45分 · カンダ 84分 | レポート |            |

| スタッド・デ・マルティール（キンシャサ） 観客数: 28,430人 主審: フレデリック・カインディ＝ンゴビ |

| 2012年2月29日 16:00 (UTC+3) |

| タンザニア    | 1 - 1    | モザンビーク  |
| カジモト 42分 | レポート | クレシオ 23分 |

| ベンジャミン・ムカパ国立競技場（ダルエスサラーム） 観客数: 16,530人 主審: モハメド・ファルク |

| 2012年6月17日 15:00 (UTC+2) |

| モザンビーク                                                                                           | 1 - 1    | タンザニア                                                                 |
| シトエ 10分                                                                                            | レポート | モリス 89分                                                                |
| | PK戦     |                                                                            |
| カルリトス メクセール ミロ ウィスキー パイート クレシオ ザイナディン・ジュニオル テリーニョ ドミンゲス | 8 - 7    | モリス マフタ ンディティ ヨンダニ カポンベ ボッコ ドマヨ ンガッサ サマッタ |

| エスタジオ・ド・ジンペト（マプト） 観客数: 28,430人 主審: ダニエル・ベネット |

| 2012年6月15日 20:00 (UTC+2) |

| エジプト                  | 2 - 3    | 中央アフリカ                  |
| ジダン 10分 · サラー 48分 | レポート | モミ 26分, 63分 · マンガ 70分 |

| ボルグ・エル・アラブ・スタジアム（アレキサンドリア） 観客数: 8,100人 主審: ジャメル・ハイムディ |

| 2012年6月30日 15:00 (UTC+1) |

| 中央アフリカ      | 1 - 1    | エジプト      |
| ケテヴォアマ 23分 | レポート | モテアブ 72分 |

| コンプレックス・スポルティフ・バルテレミー・ボガンダ（バンギ） 観客数: 20,000人 主審: バダラ・ディアッタ |

※同年2月1日のサッカー暴動発生のためエジプトが延期を申し入れ、当初2月29日開催予定のところを6月30日に変更。
| 2012年2月29日 14:30 (UTC+3) |

| マダガスカル | 0 - 4    | カーボベルデ                                                    |
|              | レポート | ライアン 11分 · ダディ 38分 · F.ヴァレラ 77分 · T.ヴァレラ 82分 |

| マハマシナ・ムニシパル・スタジアム（アンタナナリボ） 観客数: 3,610人 主審: ジャニー・シカズウェ |

| 2012年6月16日 16:30 (UTC-1) |

| カーボベルデ                         | 3 - 1    | マダガスカル      |
| ライアン 9分, 81分 · ジャニニー 55分 | レポート | ヴォアヴィー 83分 |

| エスタジオ・ダ・ヴァルゼア（プライア） 観客数: 4,500人 主審: ブレイマ・アッタマ |

| 2012年2月29日 16:00 (UTC+0) |

| リベリア          | 1 - 0    | ナミビア |
| ウィリアムス 67分 | レポート |          |

| アントイネット・タブマン・スタジアム（モンロヴィア） 観客数: 2,000人 主審: エリック・オトゴ＝カスタン |

| 2012年6月16日 18:30 (UTC+1) |

| ナミビア | 0 - 0    | リベリア |
|          | レポート |          |

| インディペンデンス・スタジアム（ウィントフック） 観客数: 2,946人 主審: ジャニー・シカズウェ |

## 2次予選 (最終予選)

### シード順
2次予選に進出した30チームは、過去3大会(2008年、2010年、2012年)の本大会の成績に基づきランク分けされる。 過去3大会(2008年、2010年、2012年)の本大会に進出したチームの成績を点数に当てはめると以下のとおりである。
| 成績          | 点数 |
| ------------- | ---- |
| 優勝          | 7点  |
| 準優勝        | 5点  |
| 準決勝敗退    | 3点  |
| 準々決勝敗退  | 2点  |
| 1次リーグ敗退 | 1点  |

また出場大会によって係数が以下のとおりに設定された。
- 2012年大会: 獲得点数の3倍
- 2010年大会: 獲得点数の2倍
- 2008年大会: 獲得点数の1倍

もしも2チーム間で同点だった場合、過去3大会の勝ち点で順位を決定する。（勝利は勝ち点3、引き分けは勝ち点1、敗戦は勝ち点0）
順位によってポット1と2に分けられる。
| ポット1 | ポット2 |
| --- | --- |
| 1. ザンビア (26点) 2. ガーナ (22点) 3. コートジボワール (22点) 4. マリ (12点) 5. チュニジア (10点) 6. カメルーン (9点) 7. アンゴラ (9点) 8. ガボン (8点) 9. ナイジェリア (8点) 10. スーダン (7点) 11. 赤道ギニア (6点) 12. アルジェリア (6点) 13. ギニア (5点) 14. ブルキナファソ (5点) 15. モロッコ (4点) | 1. セネガル (4点) 2. リビア (3点) 3. ニジェール (3点) 4. ボツワナ (3点) 5. マラウイ (2点) 6. モザンビーク (2点) 7. トーゴ (2点) 8. カーボベルデ (0点) 9. 中央アフリカ (0点) 10. コンゴ民主共和国 (0点) 11. エチオピア (0点) 12. リベリア (0点) 13. シエラレオネ (0点) 14. ウガンダ (0点) 15. ジンバブエ (0点) |

### 結果
- 第1戦は2012年9月8日・9日に、また第2戦は2012年10月13日・14日に実施された[3]。

| チーム #1        | 合計             | チーム #2      | 第1戦 | 第2戦 |
| ---------------- | ---------------- | -------------- | ----- | ----- |
| マリ             | 7 - 1            | ボツワナ       | 3 - 0 | 4 - 1 |
| ジンバブエ       | 3 - 3 (a)        | アンゴラ       | 3 - 1 | 0 - 2 |
| ガーナ           | 3 - 0            | マラウイ       | 2 - 0 | 1 - 0 |
| リベリア         | 3 - 8            | ナイジェリア   | 2 - 2 | 1 - 6 |
| ザンビア         | 1 - 1 (PK 9 - 8) | ウガンダ       | 1 - 0 | 0 - 1 |
| カーボベルデ     | 3 - 2            | カメルーン     | 2 - 0 | 1 - 2 |
| モザンビーク     | 2 - 4            | モロッコ       | 2 - 0 | 0 - 4 |
| シエラレオネ     | 2 - 2 (a)        | チュニジア     | 2 - 2 | 0 - 0 |
| ギニア           | 1 - 2            | ニジェール     | 1 - 0 | 0 - 2 |
| スーダン         | 5 - 5 (a)        | エチオピア     | 5 - 3 | 0 - 2 |
| リビア           | 0 - 3            | アルジェリア   | 0 - 1 | 0 - 2 |
| コートジボワール | A - A            | セネガル       | 4 - 2 | A - A |
| コンゴ民主共和国 | 5 - 2            | 赤道ギニア     | 4 - 0 | 1 - 2 |
| ガボン           | 2 - 3            | トーゴ         | 1 - 1 | 1 - 2 |
| 中央アフリカ     | 2 - 3            | ブルキナファソ | 1 - 0 | 1 - 3 |

| 2012年9月8日 17:00 (UTC+0) |

| マリ                                                   | 3 - 0    | ボツワナ |
| ディアバテ 27分 (PK) · エンディアエ 59分 · マイガ 77分 | レポート |          |

| スタッド・ヴァンシス・マルス（バマコ） 主審: スリム・ジェジジ |

| 2012年10月13日 15:00 (UTC+2) |

| ボツワナ        | 1 - 4    | マリ                                                            |
| オヒルウェ 90分 | レポート | ディアバテ 29分 · マイガ 60分 · サマサ 77分 · M.K.トラオレ 85分 |

| ボツワナ大学スタジアム（ハボローネ） 主審: ハマダ・ナンピアンドラザ |

| 2012年9月9日 15:00 (UTC+2) |

| ジンバブエ                                          | 3 - 1    | アンゴラ      |
| （マテウス） 4分 (OG) · ビリアト 21分 · グトゥ 35分 | レポート | カンポス 56分 |

| ナショナル・スポーツ・スタジアム（ハラレ） 主審: ハマダ・ナンピアンドラザ |

| 2012年10月14日 16:00 (UTC+1) |

| アンゴラ            | 2 - 0    | ジンバブエ |
| マヌーショ 5分, 7分 | レポート |            |

| エスタジオ・オンジ・デ・ノヴェンブロ（ルアンダ） 主審: シルヴェスター・キルワ |

| 2012年9月8日 15:00 (UTC+0) |

| ガーナ                 | 2 - 0    | マラウイ |
| アツ 8分 · アナン 53分 | レポート |          |

| アクラ・スポーツ・スタジアム（アクラ） 主審: モハメド・ベヌーザ |

| 2012年10月13日 14:30 (UTC+2) |

| マラウイ | 0 - 1    | ガーナ       |
|          | レポート | アックア 4分 |

| カムズ・スタジアム（ブランタイヤ） 主審: ハリド・アブデル・ラフマン |

| 2012年9月8日 18:00 (UTC+0) |

| リベリア                       | 2 - 2    | ナイジェリア                         |
| O.ロバーツ 5分 · オリセー 66分 | レポート | イギエボー 22分 · I.ウチェ 26分 (PK) |

| サミュエル・カニオン・ドウ・スポーツ・コンプレックス（ペインズヴィル） 主審: コマン・クリバリ |

| 2012年10月13日 16:00 (UTC+1) |

| ナイジェリア                                                                          | 6 - 1    | リベリア  |
| アンブローズ 1分 · ムサ 38分 · モーゼス 48分, 88分 · ミケル 50分 (PK) · I.ウチェ 72分 | レポート | ウレ 80分 |

| U.J.エスエネ・スタジアム（カラバル） 主審: ダニエル・ベネット |

| 2012年9月8日 15:00 (UTC+2) |

| ザンビア        | 1 - 0    | ウガンダ |
| C.カトンゴ 18分 | レポート |          |

| レヴィー・ムワナワサ・スタジアム（ンドラ） 主審: ヌマンディエ・ドゥエ |

| 2012年10月13日 16:00 (UTC+3) |

| ウガンダ                                                                                | 1 - 0    | ザンビア                                                                                    |
| マッサ 25分                                                                             | レポート |                                                                                             |
|                                                                                         | PK戦     |                                                                                             |
| ワルシンビ ムウェシグワ マサバ オニャンゴ オクウィ キザ マワジエ オロヤ キジト オチャン | 8 - 9    | C.カトンゴ マユカ カンザ シンカラ ムウェーネ F.カトンゴ サクワハ チントゥ エンカウス スンズ |

| ネルソン・マンデラ国立競技場（カンパラ） 主審: ジャメル・ハイムディ |

| 2012年9月8日 16:00 (UTC-1) |

| カーボベルデ                    | 2 - 0    | カメルーン |
| リカルド 15分 · ジャニニー 61分 | レポート |            |

| エスタジオ・ダ・ヴァルゼア（プライア） 観客数: 10,000人 主審: エリック・オトゴ＝カスタン |

| 2012年10月14日 15:00 (UTC+1) |

| カメルーン                    | 2 - 1    | カーボベルデ  |
| エマナ 22分 · オリンガ 90+4分 | レポート | ニュック 12分 |

| スタッド・アマド・アイジョ（ヤウンデ） 主審: ゲハド・グリシャ |

| 2012年9月9日 15:00 (UTC+2) |

| モザンビーク                  | 2 - 0    | モロッコ |
| ミロ 75分 · ドミンゲス 90+3分 | レポート |          |

| エスタジオ・ダ・マシャヴァ（マトラ） 主審: シルヴェスター・キルワ |

| 2012年10月13日 20:00 (UTC+0) |

| モロッコ                                                                 | 4 - 0    | モザンビーク |
| バラダ 39分 · カルジャ 64分 (PK) · エル＝アラビ 85分 · アムラバト 90+4分 | レポート |              |

| スタッド・モハメド・サンク（カサブランカ） 主審: ネアン・アリウム |

| 2012年9月8日 16:30 (UTC+0) |

| シエラレオネ               | 2 - 2    | チュニジア                  |
| スーマ 8分 · A.カマラ 85分 | レポート | ガルビ 65分 · ムサクニ 87分 |

| フリータウン・ナショナル・スタジアム（フリータウン） 主審: ハリド・アブデル・ラフマン |

| 2012年10月13日 19:15 (UTC+1) |

| チュニジア | 0 - 0    | シエラレオネ |
|            | レポート |              |

| スタッド・ムスタファ・バン・ジャネ（モナスティル） 主審: アリー・レムガイフリー |

| 2012年9月9日 17:00 (UTC+0) |

| ギニア          | 1 - 0    | ニジェール |
| ヤッターラ 51分 | レポート |            |

| スタッド・ド・ノンゴ（コナクリ） 主審: ダニエル・ベネット |

| 2012年10月14日 16:00 (UTC+1) |

| ニジェール                    | 2 - 0    | ギニア |
| モハメド 74分 · B.イスフ 85分 | レポート |        |

| スタッド・ジェネラル・セイニ・クンチェ（ニアメ） 主審: バカリ・パパ・ガサマ |

| 2012年9月8日 20:00 (UTC+3) |

| スーダン                                                              | 5 - 3    | エチオピア                        |
| ムダティル 7分 · ビシャ 15分 · オメル 45+1分 · タヒル 83分 (PK), 90分 | レポート | ゲタネー 14分, 50分 · アダネ 68分 |

| ハルツーム・スタジアム（ハルツーム） 主審: ネアン・アリウム |

| 2012年10月14日 16:00 (UTC+3) |

| エチオピア                    | 2 - 0    | スーダン |
| アダネ 61分 · サラディン 64分 | レポート |          |

| アジスアベバ・スタジアム（アジスアベバ） 主審: バダラ・ディアッタ |

| 2012年9月9日 18:00 (UTC+1) |

| リビア | 0 - 1    | アルジェリア |
|        | レポート | スダニ 89分  |

| スタッド・ラルビ・ザウリ（モロッコ・カサブランカ） 主審: バダラ・ディアッタ |

| 2012年10月14日 20:00 (UTC+1) |

| アルジェリア              | 2 - 0    | リビア |
| スダニ 6分 · スリマニ 7分 | レポート |        |

| スタッド・ムスタファ・チャケル（ブリダ） 主審: アブバカル・バングラ |

| 2012年9月8日 17:00 (UTC+0) |

| コートジボワール                                                         | 4 - 2    | セネガル                    |
| カルー 43分 · ジェルヴィーニョ 65分 · ドログバ 80分 (PK) · グラデル 85分 | レポート | エンドイェ 33分 · シセ 60分 |

| スタッド・フェリックス・ウフェ＝ボワニ（アビジャン） 主審: ブシャイブ・アル＝アーラシュ |

| 2012年10月13日 18:30 (UTC+0) |

| セネガル | 0 - 2 (打ち切り) | コートジボワール    |
|          | レポート         | ドログバ 52分, 71分 |

| スタッド・レオポール・セダール・サンゴール（ダカール） 主審: スリム・ジェジジ |

第2戦後半、コートジボワールのディディエ・ドログバが2得点目となるPKを決めて2-0とすると、スタンドから火の手が上がり、石や缶、瓶が選手をめがけて投げられた。40分間の中断の後に打ち切りとなった。 アフリカサッカー連盟は10月16日、同試合をセネガルの敗戦扱いにすると発表した。
| 2012年9月8日 15:30 (UTC+1) |

| コンゴ民主共和国                                         | 4 - 0    | 赤道ギニア |
| ムボカニ 55分, 80分 · カンダ 64分 · （ロナン） 73分 (OG) | レポート |            |

| スタッド・デ・マルティール（キンシャサ） 主審: ラジンドラパーサド・シーチャーン |

| 2012年10月14日 18:00 (UTC+1) |

| 赤道ギニア                  | 2 - 1    | コンゴ民主共和国 |
| バルボア 23分 · コナテ 35分 | レポート | ムプトゥ 43分    |

| ヌエボ・エスタディオ・デ・マラボ（マラボ） 主審: ウスマン・ファルル |

| 2012年9月8日 15:30 (UTC+1) |

| ガボン      | 1 - 1    | トーゴ            |
| クザン 69分 | レポート | アデバヨール 74分 |

| スタッド・ダンゴンジェ（リーブルヴィル） 主審: ジャニー・シカズウェ |

| 2012年10月14日 15:30 (UTC+0) |

| トーゴ                          | 2 - 1    | ガボン      |
| ウォメ 36分 · アデバヨール 57分 | レポート | クザン 80分 |

| スタッド・ド・ケゲ（ロメ） 主審: ラジンドラパーサド・シーチャーン |

| 2012年9月8日 15:00 (UTC+1) |

| 中央アフリカ | 1 - 0    | ブルキナファソ |
| マビデ 21分  | レポート |                |

| コンプレックス・スポルティフ・バルテレミー・ボガンダ（バンギ） 主審: バカリ・パパ・ガサマ |

| 2012年10月14日 18:00 (UTC+0) |

| ブルキナファソ                              | 3 - 1    | 中央アフリカ |
| Al.トラオレ 18分, 90+6分 · ダガノ 40分 (PK) | レポート | マンガ 7分   |

| スタッド・ドゥ・キャトル＝ウ（ワガドゥグー） 主審: ブシャイブ・アル＝アーラシュ |